# L'Année sociologique
L'Année sociologique é uma revista acadêmica semestral de sociologia, com revisão por pares, criada em 1898 por Émile Durkheim, que também atuou como seu primeiro editor-chefe. Foi publicado anualmente até 1925, mudando seu nome para Annales Sociologiques entre 1934 e 1942. Após a Segunda Guerra Mundial voltou ao seu nome original. Durkheim estabeleceu a revista como forma de divulgar suas próprias pesquisas e as pesquisas de seus alunos e outros estudiosos que trabalham dentro de seu novo paradigma sociológico.

## História
Até 1969, uma parte da revista era classificada em três grupos: (1) antropologia e sociologia, (2) sociologia qualitativa empírica e (3) sociologia quantitativa empírica. O restante foi dedicado a resenhas de livros.  Durkheim queria usar a revista para descrever o conteúdo dos livros revisados.
Muitos sociólogos conhecidos foram colaboradores iniciais da revista, incluindo Célestin Bouglé, Henri Hubert, Marcel Mauss, François Simiand e Georg Simmel. Durante a editoria da revista por Durkheim, o conselho editorial era composto por uma equipe de aproximadamente cinquenta pesquisadores, grupo que ficou conhecido como "Escola Francesa de Sociologia".
A revista foi relançada após uma pausa na publicação devido à Primeira Guerra Mundial e à morte de Durkheim em 1917. O ensaio de Mauss, The Gift, foi o único artigo incluído na edição relançada, precedido de seu elogio aos colegas que haviam morrido desde a edição anterior, em 1912.

### Revista moderna
Embora originalmente influenciada por Émile Durkheim, a revista moderna é baseada em pesquisas na história das ciências sociais. Originalmente publicada apenas em francês, a revista agora também publica traduções do francês e artigos escritos em inglês.